# Пенья, Педро
Пе́дро Па́бло Пе́нья Канье́те (исп. Pedro Pablo Peña Cañete; 29 июня 1864, Асунсьон — 29 июля 1943, Асунсьон) — парагвайский политик, временный президент Парагвая в 1912 году.

## Биография
Родился в Асунсьоне 29 июня 1864 года в семье Мануэля Пеньи и Франсиски Каньете. По материнской линии он был потомком Хосе Франсия, правившего Парагваем в течение первых трех десятилетий его независимости.
В 1894 году Пенья окончил факультет медицины университета Буэнос-Айреса, а затем посвятил некоторое время дипломатии в качестве секретаря посольства в столице Аргентины, а затем в Париже. После своего возвращения в Асунсьон Пенья занялся медицинской практикой и преподаванием, став деканом медицинского факультета Национального университета Асунсьона, а затем ректором того же университета. В это время он опубликовал несколько научных работ о таких заболеваниях, как проказа и желтая лихорадка.
В начале XX века Пенья возобновил свою дипломатическую карьеру. Он служил в качестве полномочного посла в Бразилии с 1901 по 1902 и с 1903 по 1905 годы и в Чили, Боливии и Перу между 1905 и 1908 годами. Кроме того, в период с ноября 1902 по апрель 1903 года он был министром иностранных дел в правительстве президента Эскурры.
В декабре 1910 года Пенья был назначен членом Исполнительного комитета партии Колорадо, а затем ушёл в оппозицию. Почти год спустя, в ноябре 1911 года, "красные" составили правящий альянс с фракциями Либеральной партии. Несколько месяцев спустя, в условиях хаотической политической ситуации и в разгар гражданской войны, президент Либерато Рохас подал в отставку, и Конгресс назначил Пенью временным главой правительства. Однако всего через несколько недель правительство Пеньи было смещено. В стране началась гражданская война.
Пенья умер в Асунсьоне 29 июля 1943 года. Он был женат на Кармен Торрес Ховельянос, их сыновья Рауль и Педро одно время служили в качестве министра образования и культуры и министра здравоохранения соответственно.